# Négreville
Négreville település Franciaországban, Manche megyében. Lakosainak száma 844 fő (2022. január 1.). Négreville Brix, L’Étang-Bertrand, Morville, Rocheville, Saint-Joseph, Sottevast és Yvetot-Bocage községekkel határos.

## Népesség
A település népességének változása:
| Lakosok száma | 539  | 523  | 625  | 813  | 828  | 807  | 810  | 819  | 824  | 844  |
|               | 1968 | 1982 | 1990 | 2006 | 2013 | 2015 | 2017 | 2019 | 2020 | 2022 |